# Shenditake-1
Lo Shenditake-1 (in cinese: 深地塔科1, Shēnde tǎkē yī) è una perforazione geologica scientifica profonda realizzata dalla China National Petroleum Corporation (CNPC) nel Bacino del Tarim, situato nel Deserto del Taklamakan, nella regione autonoma dello Xinjiang, Cina. Il progetto rappresenta una delle più ambiziose iniziative di esplorazione geologica mai intraprese in Asia.

## Storia
La perforazione è iniziata il 30 maggio 2023 con l’obiettivo di raggiungere una profondità di 11.100 metri. Il pozzo ha superato la soglia dei 10.000 metri il 4 marzo 2024, diventando il pozzo più profondo dell’Asia e il secondo al mondo dopo il Pozzo superprofondo di Kola in Russia. La profondità finale raggiunta è stata di 10.910 metri, completata in 580 giorni.

## Obiettivi
Il progetto Shenditake-1 ha finalità sia scientifiche che industriali:
- Studiare la struttura interna della crosta terrestre
- Analizzare la storia geologica del Bacino del Tarim
- Esplorare giacimenti di petrolio e gas naturale in strati ultra-profondi
- Testare nuove tecnologie per la perforazione estrema

## Tecnologie
La perforazione ha richiesto l’impiego di tecnologie avanzate:
- Piattaforma automatizzata per perforazioni fino a 12.000 metri
- Fluidi di perforazione resistenti a temperature superiori a 220°C
- Strumentazione inclinometrica e componenti progettati per resistere a pressioni e temperature estreme

## Rilevanza
Shenditake-1 rappresenta un salto tecnologico per la Cina nel campo dell’esplorazione geologica e delle risorse energetiche. Il progetto ha attirato l’attenzione internazionale per la sua scala, complessità e potenziale impatto scientifico. l pozzo attraversa 13 formazioni geologiche continentali, offrendo una rara opportunità di studio stratigrafico

## Fonti
- Shenditake-1 – Wikipedia (tedesco)
- Veb.it – Cina, trivellazione profonda nel Taklamakan
- GreenMe – La Cina perfora il pozzo verticale più profondo dell’Asia